# 2061: Одіссея Три
«2061: Одіссея Три» (англ. 2061: Odyssey Three) — науково-фантастичний роман Артура Кларка, написаний в 1987 році. Роман є третьою частиною тетралогії «Космічна Одіссея».

## Сюжет
В 2061 році Хейвуду Флойду 103 роки, він живе на орбіті Землі, де невагомість подовжує йому життя. Під час повернення з Юпітера в 2010 році він зазнав травм і деякий час лікувався в орбітальному госпіталі. Згодом стало зрозуміло, що його тіло вже не здатне витримувати земну гравітацію. Його внук Кріс офіцер космічного корабля «Галактика».
В цей час космічна техніка увійшла в нову еру розвитку. Космічні швидкості збільшилися в десятки разів. Відстань, яку корабель «Олексій Леонов» пролітав за 2 роки, сучасні космічні кораблі проходять за 2 місяці.
Інопланетна цивілізація, яка перетворила Юпітер в зірку Люцифер, відправила людям повідомлення: «ВСІ ЦІ СВІТИ — ВАШІ, ОКРІМ ЄВРОПИ. НЕ НАМАГАЙТЕСЯ ВИСАДИТИСЬ НА НІЙ». Тому людство, вивчаючи Сонячну систему, обходить цей супутник Юпітера.
В Південній Африці відбулась жорстока революція, що змусила емігрувати все біле населення, яке постаралось вивезти із собою всі свої статки. Благополуччя цих емігрантів і чорного населення Південної Африки все ще залежить від алмазного бізнесу.
Рольф ван дер Берг, африканер в другому поколінні, на Ганімеді веде спостереження за горою Зевс на Європі, яка з'явилась після перетворення Юпітера на зірку. Він приходить до висновку, що гора є цільним алмазом, і ділиться цим припущенням зі своїм дядьком Полом Крюгером. Він бере участь в польоті на кораблі «Галактика», що пролягатиме повз Європу. Біля Європи стюардеса Розі намагається захопити корабель і розбити при посадці. Але корабель вдалося приводнити в океан на Європі; Розі скоює самогубство.
До Землі наближається комета Галлея. До неї на кораблі «Юніверс» («Всесвіт») вирушає наукова експедиція. Хейвуд Флойд стає членом екіпажу як один із «знатних гостей» в першій висадці людства на поверхню комети. У самому розпалі експедиції з Землі надходить повідомлення, що «Юніверс» єдиний корабель здатний врятувати команду «Галактики». Корабель дозаправляють водою з гейзера на кометі, і він вирушає на допомогу.
Ван дер Берг та Кріс на шатлі дослідили гору Зевс, і Ван дер Берг послав повідомлення своєму дядькові «Люсі тут» (що є відсилкою до пісні Бітлз «Lucy in the Sky with Diamonds»). Потім вони полетіли до місця посадки корабля «Шен», з якого тепер був повністю знятий весь метал, дефіцитний на Європі. Біля нього знаходився моноліт та поселення з хатин-іглу. Девід Боуман з'являється Крісу в образі його діда Хейвуда Флойда і повідомляє, що «Юніверс» скоро прибуде і забере їх.
«Юніверс» повертає команду «Галактики» на Ганімед. Пол Крюгер пише статтю в Nature про те, що на орбіті Юпітера можливе існування інших алмазних осколків його ядра.
Девід Боуман розповідає Хейвуду Флойду, що моноліт є тільки інструментом, який за завданням свого хазяїна перетворив Юпітер на зірку, тим самим допомігши формам життя на Європі, і одночасно знищив інші форми життя на Іо та самому Юпітері, визнавши їх не перспективними. Він пропонує Хейвуду приєднатись до нього з HAL 9000 і втрьох досліджувати моноліт, щоб управляти ним, оскільки хазяїн моноліта занадто рідко і досить поверхнево приділяє увагу Сонячній системі.
В 3001 році люди зі знайдених алмазів Юпітера вже встигли збудувати космічні ліфти та «Кільцеве Місто». Люцифер починає згасати і моноліт прокидається знову.

## Серія
- 2001: Космічна Одіссея
- 2010: Одіссея Два
- 2061: Одіссея Три
- 3001: Фінальна Одіссея